# Her Nephews from Labrador
Her Nephews from Labrador è un cortometraggio muto del 1913. Il nome del regista non viene riportato.

## Trama
A Westcheser, marito e moglie accolgono nella loro casa due nipoti che arrivano in treno dal Labrador. Benché l'inverno non sia ancora finito, i due ragazzi trovano che il clima sia piuttosto caldo e si comportano di conseguenza. Così, girano in maniche di camicia, vanno a pattinare in costume da bagno, si tuffano nel ghiaccio.

## Produzione
Il film fu prodotto dalla Thanhouser Film Corporation. Venne girato all'Hudson Park di New Rochelle, città dove aveva sede la compagnia di produzione.

## Distribuzione
Distribuito dalla Mutual Film, uscì nelle sale cinematografiche USA il 26 gennaio 1913. Nelle proiezioni, veniva programmato con il sistema dello split reel, accorpato in un'unica bobina con un altro cortometraggio.
Nel Regno Unito, al film venne dato il titolo alternativo The Nephews from Labrador.
Il cortometraggio è stato inserito tra i titoli di un cofanetto uscito nel 2009, The Thanhouser Collection, DVD Volumes 10, 11 and 12 (1910-1916) che comprende oltre 384 minuti di film prodotti dalla Thanhouser.